# كيت بلانشيت
كاثرين إليز بلانشيت (بالإنجليزية: Catherine Elise Blanchett)؛ (/ˈblæntʃət/؛ من مواليد 14 مايو 1969 –)، ممثلة أسترالية ومخرجة مسرح. إحدى أكثر الممثلات نجاحًا في أستراليا، فضلًا عن كونها واحدة من أفضل الممثلات في جيلها، وهي معروفة بأدوارها في كل من الأفلام السينمائية واسعة النطاق، والأفلام المستقلة منخفضة الميزانية، والأعمال المسرحية. وقد حصلت على العديد من الجوائز، بما في ذلك جائزتي أوسكار، وثلاث جوائز غولدن غلوب، وثلاث جوائز من الأكاديمية البريطانية للأفلام، وثلاث جوائز نقابة ممثلي الشاشة. صَنّفت مجلة التايم بلانشيت كواحدة من الـ100 شخص الأكثر تأثيرًا في العالم في عام 2007، وفي عام 2018، صُنّفت بين الممثلات الأعلى أجرًا في العالم.
بعد تخرجها من المعهد الوطني للفنون المسرحية، بدأت بلانشيت مسيرتها الفنيّة على المسرح الأسترالي، حيث أخذت أدوارًا في إلكترا في عام 1992 وهاملت في عام 1994. وقد لفتت الانتباه الدولي بعد تجسيدها دور إليزابيث الأولى في فيلم الدراما إليزابيث (1998). فازت عنه بجائزة بافتا لأفضل ممثلة وجائزة غولدن غلوب لأفضل ممثلة - فيلم دراما، وحصلت على ترشيحها الأول لجائزة الأوسكار لأفضل ممثلة. جعلها تجسيدها لكاثرين هيبورن في فيلم السيرة الذاتية لمارتن سكورسيزي، ذا أفياتور - الطيار (2004)، تحصل على جائزة الأوسكار لأفضل ممثلة مساعدة، وفازت بجائزة الأوسكار لأفضل ممثلة لاحقا عن تجسيدها دور امرأة عصبيّة ذات مكانة اجتماعية سابقة في فيلم الدراما الكوميدية لوودي آلن، ياسمين أزرق (2013). كانت أدوارها الأخرى التي ترشحت عنها لجائزة الأوسكار في الأعمال الدرامية ملاحظات حول فضيحة (2006)، وإليزابيث: العصر الذهبي (2007)، وأنا لست هناك (2007)، وكارول (2015).
تشمل أفلام بلانشيت الأكثر نجاحًا تجاريًا السيد ريبلي الموهوب (1999)، وثلاثية سيد الخواتم (2001–2003) وثلاثية ذا هوبيت (2012–2014) لـبيتر جاكسون، وبابل (2006)، والحالة المُحيرة لبنجامين بتن (2008)، وإنديانا جونز ومملكة الجمجمة الكريستالية (2008)، وثلاثية كيف تُروض تنينك (2014–2019)، وسندريلا (2015)، وثور: راجناروك (2017)، وأوشنس 8 (2018). قدمت بلانشيت أكثر من 20 إنتاجًا مسرحيًا. من عام 2008 إلى عام 2013، عملت بلانشيت وزوجها، أندرو أبتون، كمخرجين فنيين لشركة مسرح سيدني. كانت بعض أدوارها المسرحية خلال هذه الفترة في إحياء وتجديد المسرحيات مثل: مسرحية عربة اسمها الرغبة (بالإنجليزية: A Streetcar Named Desire)، والعم فانيا (بالإنجليزية: Uncle Vanya)، والخادمات (بالفرنسية: Les Bonnes). ظهرت بلانشيت لأول مرة في مسرح برودواي في عام 2017 بمسرحية الحاضر، والتي حصلت بسببها على ترشيح لجائزة توني.
منحت الحكومة الأسترالية بلانشيت ميدالية المئوية في عام 2001 وعينتها وصيفة وسام أستراليا لعام 2017. وقد مُنحت وسام الفنون والآداب برتبة نبيل من قِبل الحكومة الفرنسية عام 2012. حصلت على دكتوراه في الآداب من جامعة نيو ساوث ويلز، وجامعة سيدني، وجامعة ماكواري. في عام 2015، كُرّمت بلانشيت من قِبل متحف الفن الحديث وحصلت على زمالة المعهد البريطاني للسينما.

## عن حياتها

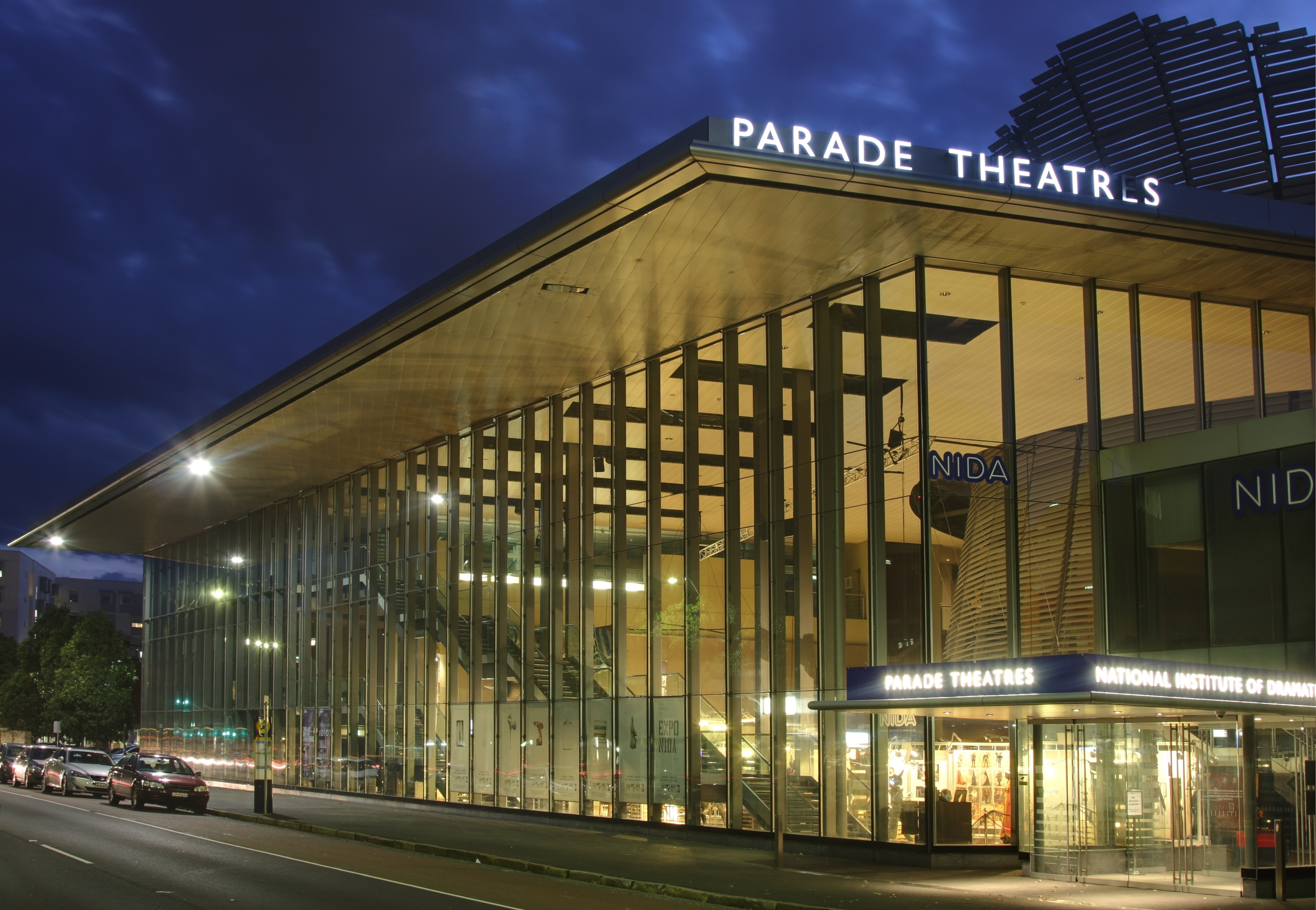
درست بلانشيت التمثيل في المعهد الوطني للفنون المسرحية (NIDA) في نيوساوث ويلز.

ولدت في مدينة ملبورن، بقارة أستراليا. عملت والدتها الأسترالية، جون غامبل، في تطوير العقارات والتدريس، بينما عمل والدها الأمريكي، روبرت ديويت بلانشيت الابن، مواليد تكساس، في بحرية الولايات المتحدة برتبة رقيب أول وعمل لاحقا كمدير إعلانات. لدي بلانشيت أصول إنجليزية، وبعض الجذور الاسكتلندية، وأصول فرنسية نائية. تقابل والداها عندما تحطمت سفينة روبرت في ملبورن. توفي والدها أثر أزمة قلبية عندما كانت بالعاشرة من عمرها، تاركًا والدتها لتربي الأسرة بمفردها. ترتيب بلانشيت هو الثاني من أصل 3 أبناء، فهي تتبع شقيقها بوب (مواليد 1968) وتسبق شقيقتها جينفييف (مواليد 1971).
وصفت بلانشيت نفسها بأنها طفلة «جزء مُنفتحة، وجزء خجولة». خلال سنوات مراهقتها، كانت مُولعة بارتداء الملابس التقليدية الذكورية، ومرت في المراحل القوطية والبانك، كما حلقت رأسها. التحقت بلانشيت بمدرسة إيفانهو إيست الابتدائية في ملبورن؛ التحقت بمدرسة إيفانهو النحوية للبنات في سنوات دراستها الثانوية، ثم الكلية الميثودية للسيدات، حيث اكتشفت شغفها بالفنون المسرحية. عملت بلانشيت خلال أواخر سن المراهقة وأوائل العشرينات من عمرها في دار تمريض بفيكتوريا. درست بلانشيت الاقتصاد والفنون الجميلة في جامعة ملبورن لكنها تركت الدراسة بعد عام واحد للسفر إلى الخارج. وبدأت مشوارها الفني بالتمثيل عندما كانت بمصر في دور ثانوي في فيلم مصري من بطولة الفنان أحمد زكي، وهو فيلم كابوريا، ولقد أُنتج في عام 1990، وتم اختيارها عن طريق الصدفة عندما قامت بزيارة القاهرة وعرض عليها صديقها التمثيل في الفيلم. كان دورها عبارة عن مشجعة أمريكية، ولحاجتها للمال، قبلت الدور. وظلت فكرة التمثيل تدور في بالها وقررت دخول المجال الفني بأدوار أكبر في بلدها، ولقد حققت نجاحًا متواصلًا وحصلت على العديد من الجوائز، منها نجمة على ممر الشهرة في هوليوود، و3 جوائز نقابة ممثلي الشاشة، و3 جوائز غولدن غلوب، و3 جوائز بافاتا، وجائزتي أوسكار. بدأ الموضوع فور عودتها إلى أستراليا، حيث عملت في مسارح الجيب في ملبورن ومنها مسرح لا ماما، ثم انتقلت إلى سيدني لتلتحق بالمعهد الوطني للفنون المسرحية (NIDA). تخرجت بلانشيت من المعهد عام 1992 ومعها بكالوريوس الفنون الجميلة.

## حياتها المهنية

### 1992–2000: عملها المبكر وإنجازها الدولي
كان أول دور مسرحي لبلانشيت مثلته أمام جيوفري راش، في مسرحية من تأليف ديفيد ماميت بعنوان أوليانا (1992) وعُرضت في شركة مسرح سيدني. في نفس العام، جسدت شخصية كليتيمنيسترا في إنتاج مسرحي لمسرحية إلكترا للكاتب التراجيدي سوفوكليس. بعد أسبوعين من البروفات، انسحبت الممثلة التي كانت ستلعبت دور البطولة، فأعطت المخرجة ليندي ديفيز الدور لبلانشيت. وأصبح أدائها لشخصية إلكترا أحد أكثر أدوارها شهرة في المعهد. في عام 1993، حصلت بلانشيت على جائزة نقاد مسرح سيدني لأفضل قادم جديد لأدائها في مسرحية رقصات كافكا لـتيموثي دالي وفازت بجائزة أفضل ممثلة عن أدائها في أوليانا، مما جعلها أول ممثلة تفوز بكلتا الفئتين في نفس العام. لعبت بلانشيت دور أوفيليا في إنتاج مسرحي لمسرحية هاملت (1994–1995) للمخرج نيل أرمفيلد وإنتاج شركة بي، وبطولة راش وريتشارد روكسبيرج، وترشحت المسرحية لجائزة الغرفة الخضراء. ظهرت بلانشيت في عام 1994 في المسلسل التلفزيوني القصير هارتلاند أمام إرني دينجو، والمسلسل القصير المدينة الحدودية (1995) مع هوغو ويفنغ، وفي حلقة من مسلسل بوليس ريسكيو بعنوان «الفتى المُحمل». ظهرت بلانشيت أيضًا في فيلم الدراما القصيرة باركلاندز (1996)، والذي مدته 50 دقيقة، والذي حصل على ترشيح من معهد الفيلم الأسترالي (AFI) لجائزة أفضل سيناريو أصلي.
قامت بلانشيت بأول دور في فيلم روائي طويل لها كدور مساعد في شخصية ممرضة أسترالية شابة ونشيطة قبض عليها الجيش الياباني خلال الحرب العالمية الثانية، في فيلم للمخرج بروس بيريسفورد بعنوان طريق الفردوس (1997)، والذي شارك في بطولته غلين كلوز وفرانسيس مكدورماند. حقق الفيلم ما يزيد قليلاً عن 2 مليون دولار في شباك التذاكر مقابل ميزانية قدرُها 19 مليون دولار وتلقى آراءً مختلطة من النقاد، حيث انتقد روجر إيبرت «افتقار الفيلم إلى قصة». جاءت لها الفرصة لتلعب دورًا رئيسيًا في نفس العام أمام رالف فاينس في فيلم درامي رومانسي من إخراج جيليان آرمسترونغ وعنوانه أوسكار ولوسيندا، فيلم مقتبس من رواية تحمل نفس الاسم للكاتب الأسترالي بيتر كاري، حيث لعبت دور وريثة غريبة الأطوار تُدعي لوسيندا ليبلسترير. تلقت بلانشيت إشادة واسعة على أدائها، حيث صرح إيمانويل ليفي من مجلة فارايتي، «القادمة الجديدة الذكية بلانشيت، في دور كان مخصصًا في الأصل لجودي ديفيس، مقدّر لها أن تصبح نجمة كبيرة». حازت بلانشيت على أول ترشيحاتها لجائزة الأكاديمية الأسترالية لفنون السينما والتلفزيون (AFI) لأفضل ممثلة رئيسية عن الفيلم. فازت بلانشيت بجائزة الأكاديمية الأسترالية لفنون السينما والتلفزيون (AFI) لأفضل ممثلة في نفس العام عن دور البطولة في شخصية ليزي في الفيلم الكوميدي الرومانسي الحمد لله أنه التقي بليزي (1997)، بطولة ريتشارد روكسبيرج وفرانسيس أوكونور. بحلول عام 1997، نالت بلانشيت الثناء والتقدير من بلدها الأصلي أستراليا.
وجذبت كيت الانتباه الدولي بسبب دورها إليزابيث الأولى ملكة إنجلترا في شبابها في فيلم الدراما التاريخية «إليزابيث»، والذي أُنتج عام 1998، والذي أخرجه شيكار كابور، حيث نال الفيلم استحسانًا كبيرًا ونالت بلانشيت شهرة عالمية وواسعة، وحصلت على جائزة الأكاديمية البريطانية للأفلام وجائزة غولدن غلوب، وأول ترشيح لها لجائزة الأوسكار كأفضل ممثلة، بالإضافة لأول ترشيح لجائزة نقابة ممثلي الشاشة. كتب الناقد ديفيد روني خلال مراجعته لمجلة فارايتي عن أداء بلانشيت، «تنقل بلانشيت برشاقة، واتزان، وذكاء أن إليزابيث كانت مفكرة ماكرة، وحاسمة، ومُتقدمة، ومُدركة إلي حد بعيد لطبيعتها الاستثنائية بحيث لا تستطيع الانحناء أمام أي رجل. [هي] تبني الشخصية المثيرة بشكل غير محسوس تقريبًا من شابة ذكية ولكن حذِرة قد تكون فوق رأسها إلى مخلوق قوي من اختراعها.» كتبت جانيت ماسلين من نيويورك تايمز أن أداء بلانشيت «يجلب الروح، والجمال، والجوهر لما كان من الممكن أن يتحول إلى دور فارغ»، وكتبت أليشيا بوتر من بوسطن فينيكس: «في النهاية، تُعد جوهرة تاج كابور قصة تحولات مُزدوجة، قصة إليزابيث إلى واحدة من أكثر النساء غموضًا وقوة في التاريخ، وقصة بلانشيت إلى ملكة شاشة جيدة وحسنة النية.»
في العام التالي، ظهرت بلانشيت في فيلم نقانق، وهو فيلم قصير أسترالي وجزء من مجموعة قصص النفوس الضائعة، وهي مجموعة من القصص القصيرة ذات صلة بالموضوع. كتب وأخرج القصة القصيرة زوج بلانشيت أندرو أبتون، وكانت بلانشيت وزوجها أبتون هما المنتجين للقصة. ظهرت بلانشيت أيضًا في الفيلم الكوميدي للمخرج مايك نيويل بوشينج تين (1999)، وشاركها البطولة بيلي بوب ثورنتون وأنجلينا جولي بحيث تم اختيار أدائها من قِبل النقاد، وفي الفيلم الذي نال استحسان النقاد وحقق ناجحًا ماليًا للمخرج أنتوني مانغيلا السيد ريبلي الموهوب (1999)، بمشاركة مات ديمون، وجوينيث بالترو، وجود لو، وفيليب سيمور هوفمان. حصلت بلانشيت على ترشيح لجائزة البافتا للمرة الثانية لها عن أدائها في الفيلم لشخصية ميريديث لوج، وهي وريثة أمريكية ساذجة وغنية.

### 2000–2007:سيد الخواتمورسوخها كممثلة
بعد أن أصبحت بالفعل ممثلة مشهودة، حصلت بلانشيت علي عدد كبير من المعجبين الجدد عندما ظهرت في ثلاثية بيتر جاكسون البلوك باستر التي حازت علي جوائز الأوسكار سيد الخواتم، حيث لعبت دور قائدة الآلف غالادريال في الثلاثية. حققت الثلاثية نجاحًا كبيرًا نقديًا وماليًا، حيث حققت 2.981 مليار دولار في شباك التذاكر بجميع أنحاء العالم، وتم تصنيف الثلاثية لاحقا ضمن أفضل 10 أفلام فنتازيا على الإطلاق في استطلاع أجرته مجلة وايرد الأمريكية في عام 2012. بالإضافة إلي سيد الخواتم، شهد عام 2001 أيضًا تنوع بلانشيت في أدوارها مثل: دورها في فيلم الدراما شارلوت غراي، وفيلم الدراما أخبار الشحن، وفيلم الكوميديا والجريمة قطاع الطرق، والذي حصلت عن دورها فيه علي ترشيحها الثاني لجائزتي الغولدن غلوب ونقابة ممثلي الشاشة. كان فيلم قطاع الطرق أول محاولة دخول بارزة لبلانشيت للنوعية الكوميدية من الأفلام، حيث صرح بن فلك من البي بي سي أن بلانشيت والنجم بيلي بوب ثورنتون «اكتشاف حقيقي ككوميديانيين» ووصف أداء بلانشيت كربة منزل غير راضية عالقة بين اثنين مُدانين هاربين، «بالمجنونة، على الرغم من أنها مثيرة بشكل لا يمكن إنكاره».
في عام 2002، تألقت بلانشيت أمام جيوفاني ريبيسي في فيلم الجنة للمخرج توم تيكوير، وهو أول فيلم في ثلاثية لم تُكتمل للكاتب والمخرج الشهير كريستوف كيشلوفسكي. حظي أداء بلانشيت في الفيلم كامرأة حزينة ترتكب عملًا إرهابيًا يائسًا بالثناء الشديد، حيث وصفه ستيفن هولدن من نيويورك تايمز بأنه «أكثر أداء مُقنع علي الشاشة في مسيرتها المهنية»، وتابع قائلًا، «على الرغم من أن وجه السيدة بلانشيت قد سجل دائما المشاعر مع طبيعة مُتغيرة مُتقلبة، إلا أن فورية الشعور الذي تنقله في»الجنة«أمر مذهل.» قدمت بلانشيت 4 أفلام عام 2003 هي: الجزء الثالث والأخير من سلسلة أفلام سيد الخواتم، سيد الخواتم: عودة الملك (الذي فاز بجائزة الأوسكار لأفضل فيلم)؛ وفيلم الإثارة والغرب الأمريكي المفقودين للمخرج رون هاوارد وبطولة تومي لي جونز؛ وفيلم قهوة وسجائر للمخرج جيم جارموش – لعبت دوران (كلاهما ضد نفسها) – الذي ترشحت عنه لجائزة الروح المستقلة لأفضل ممثلة مساعدة؛ وفيلم السيرة الذاتية فيرونيكا غيران، والذي ترشحت عنه لجائزة الغولدن غلوب لأفضل ممثلة - فيلم دراما. في 2004، قامت بلانشيت بدور صحفية حامل تقوم بتدوين رحلة تحت الماء قام بها عالم محيطات غريب الأطوار في فيلم الحياة المائية لستيف زيسو للمخرج ويس أندرسون.

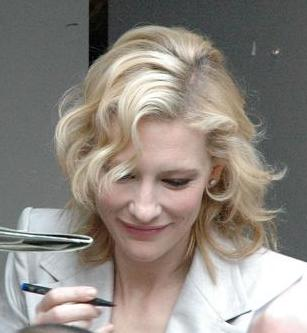
بلانشيت في برلين في 2005.

في 2005، فازت بلانشيت بأول جائزة أوسكار لها كأفضل ممثلة مساعدة عن دورها المشهود كاثرين هيبورن في فيلم الطيار (2004) للمخرج مارتن سكورسيزي. هذا الدور جعل بلانشيت أول ممثل في التاريخ يفوز بجائزة الأوسكار عن تجسيد ممثل آخر حائز على جائزة الأوسكار. وقد قدمت بلانشيت تمثال الأوسكار الخاص بها إلي المركز الأسترالي للصور المتحركة. في مراجعته لمجلة نيوزويك، كتب ديفيد أنسن أن بلانشيت صورت هيبورن بـ«الحيوية التي تصفع الشفاه» وأشاد روجر إيبرت بأداء بلانشيت، واصفًا إياه بأنه «مُبهج ومؤثر مع ذلك؛ مُتكلّف وغُلامي». وأثناء تحضيرها للدور وبناءً علي طلب سكورسيزي، راجعت بلانشيت مطبوعات بحجم 35 ملليمترًا من جميع عروض هيبورن الخمسة عشر الأولي على الشاشة لدراسة وحفظ اتزانها، وسلوكياتها، ونمط كلامها. في مقابلة مع نيويورك تايمز، تحدثت بلانشيت عن مسؤولية تمثيل مثل هذه النجمة الشهيرة، «لتمثيل كيت بنفس الوسيلة، كان الفيلم، والذي كانت موجودة فيه أمرًا مرعبًا جدًا. ولكن لأنها كانت خاصة جدًا وقليل من الناس يعرفونها حقًا، نحن نعرف هيبورن أساسًا من خلال أفلامها. لذلك بالطبع عليك أن تعطي إيماءة إلى شخصيتها على الشاشة عندما تلعب دورها.»
أيضًا في عام 2005، فازت بلانشيت بجائزة معهد الفيلم الأسترالي كأفضل ممثلة عن دور تريسي هارت، مدمنة هيروين سابقة، في الفيلم الأسترالي سمكة صغيرة، والذي شاركت في إنتاجه هي وشركة زوجها الإنتاجية، ديرتي فيلمز. على الرغم من أنها أقل شهرة علي المستوي العالمي من بعض أفلامها الأخري، إلا أن فيلم سمكة صغيرة «الرصين والحساس» تلقى إشادة كبيرة من النقاد في أستراليا، موطنها الأصلي لبلانشيت، وتم ترشيحه لــ13 جائزة من معهد الفيلم الأسترالي.

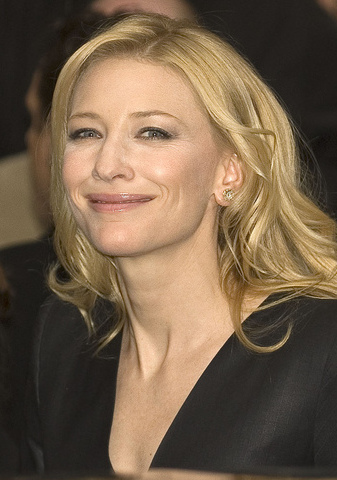
بلانشيت في حدث خاص بفيلم الألماني الطيب في مهرجان برلين السينمائي الدولي 2007.

في عام 2006، لعبت بلانشيت دور البطولة أمام براد بيت بدور زوجين حزينين وقعا في حادثة دولية في المغرب في فيلم الدراما الجماعي متعدد اللغات ومتعدد السرد بابل، إخراج أليخاندرو غونزاليز إيناريتو. تلقى الفيلم سبعة ترشيحات لجوائز الأوسكار. شاركت بلانشيت أيضًا جورج كلوني بطولة فيلم الدراما عن الحرب العالمية الثانية الألماني الطيب، إخراج ستيفن سودربرغ، وشاركت جودي دينش بطولة فيلم الإثارة النفسية الشهير ملاحظات حول فضيحة. حصلت بلانشيت علي ترشيحها الثالث لجائزة الأوسكار عن أدائها بالفيلم الأخير. في فيلم ملاحظات حول فضيحة، لعبت بلانشيت دور معلمة فنون وحيدة تُدعي شيبا هارت، والتي تبدأ في علاقة غرامية مع طالب يبلغ من العمر 15 عامًا، فتصبح موضوع هوس لامرأة أكبر سنًا تلعب دورها دينش. نال أداء كل من بلانشيت ودينش استحسانًا كبيرًا، حيث كتب بيتر براشاو من صحيفة الغارديان، «يحصل المخرج ريتشارد إير، بسلطة غير واضحة، علي أفضل ما في دينش وبلانشيت، ويستخلص من هاتين الممثلتين، بذكاء كبير، كل التوترات الصغيرة والسخط - وكذلك الرقة الحقيقية - في علاقتهما المشحونة بشكل مأساوي.»
في 2007، تم اختيار بلانشيت كواحدة من أكثر 100 شخصية مؤثرة في العالم بواسطة مجلة تايم، وظهرت في قائمة الـ100 مشاهير التابعة لمجلة فوربس. ظهرت بلانشيت كضيفة شرف بدور جانين، عالمة الأدلة الجنائية والصديقة السابقة لشخصية سايمون بيج، في الفيلم الكوميدي والأكشن الزغب الساخن، إخراج إدغار رايت. كان الدور غير مُعتمد وقدمت بلانشيت أجرها للجمعيات الخيرية. أعادت بلانشيت تمثيل دور الملكة إليزابيث الأولى ملكة إنجلترا في التتمة إليزابيث: العصر الذهبي (2007)، إخراج شيكار كابور، وجسدت دور جود كوين، أحد الستة تجسيدات لبوب ديلن في فيلم تجريبي من إخراج تود هينز وعنوانه أنا لست هناك. فازت بلانشيت بجائزة كأس فولبي لأفضل ممثلة في مهرجان البندقية السينمائي (قبلها زميلها الأسترالي وأحد المشاركين في فيلم أنا لست هناك هيث ليدجر)، وجائزة الروح المستقلة، وجائزة غولدن غلوب لأفضل ممثلة مساعدة - فيلم عن دور جود كوين. في حفل توزيع جوائز الأوسكار الثمانون، تلقت بلانشيت ترشيحين - أفضل ممثلة عن فيلم إليزابيث: العصر الذهبي (لتصبح بذلك أول ممثلة تترشح للأوسكار مرتين عن نفس الدور) وأفضل ممثلة مساعدة عن فيلم أنا لست هناك. قال روجر إيبرت عن إنجاز بلانشيت في ذلك العام، «أن تظهر بلانشيت في نفس مهرجان تورونتو السينمائي الدولي بدور إليزابيث وبوب ديلن، وكلاهما رائع، هو أعجوبة في التمثيل.»

### 2008–2011: إدارتها لشركة مسرح سيدني
ظهرت بلانشيت في فيلم إنديانا جونز ومملكة الجمجمة الكريستالية (2008) للمخرج العالمي ستيفن سبيلبرغ، حيث ظهرت بشخصية وكيلة الكي جي بي الشريرة العقيدة الدكتورة إيرينا سبالكو، وهي الشخصية الشريرة المُفضلة لسبيلبرغ من السلسلة بأكملها. تلقي الفيلم آراءً متباينة من قِبل النقاد والجماهير. بالرغم من ذلك، إلا أن الفيلم حقق نجاحًا كبيرًا في شباك التذاكر، حيث حقق أكثر من 790 مليون دولار بجميع أنحاء العالم. ظهرت بلانشيت أيضًا في فيلم براد بيت المُرشح لجوائز الأوسكار الحالة المحيرة لبنجامين بتن (2008) للمخرج ديفيد فينشر، وفيه لعبت دور حبيبة بيت، ديزي فولر، ليشهد العمل ثاني تعاون بين بلانشيت وبيت بعد فيلم بابل. وفي نفس العام، أدت بلانشيت صوت غرانماماري في النسخة الإنجليزية لفيلم الرسوم المتحركة بونيو للمخرج هاياو ميازاكي، والذي صُدر في يوليو 2008.
أيضًا في عام 2008، أصبحت بلانشيت وزوجها أندرو أبتون مديرين تنفيذيين مشاركين ومخرجين فنيين لشركة مسرح سيدني. عادت بلانشيت إلي التمثيل في المسرح في عام 2009 من خلال إنتاج مسرحي قامت به شركة مسرح سيدني لمسرحية عربة اسمها الرغبة لـتينيسي وليامز، إخراج ليف أولمان. قامت بلانشيت بدور بلانش دوبوا وشاركها البطولة جويل إجيرتون بدور ستانلي كوالسكي. كانت أولمان وبلانشيت تعتزمان التعاون في مشروع منذ أن تساقط فيلم أولمان المُقتبس من مسرحية بيت الدمية علي الطريق. اقترحت بلانشيت علي أولمان المباشرة في عربة اسمها الرغبة، والتي انتهزت الفرصة بعد المناقشة الأولية.
انتقلت مسرحية عربة اسمها الرغبة من سيدني إلى أكاديمية بروكلين للموسيقى في نيويورك، ومركز كينيدي في واشنطن العاصمة. حققت المسرحية نجاحًا نقديًا وتجاريًا وحصلت بلانشيت علي إشادة لأدائها دور بلانش دوبوا. وقال الناقد بين برانتلي من نيويورك تايمز: «لقد أدت السيدة أولمان والسيدة بلانشيت المسرحية كما لو أنها لم تُعرض من قبل، ونتيجة لذلك، كما قال أحد أصدقائي، 'إنك تشعر وكأنك تسمع كلمات كنت تعتقد أنك تعلم نطقها بشكل صحيح لأول مرة.'» كتب جون لاهر من النيويوركر عن تجسيدها، «بعقلها المُتيقظ، وقلبها المُستنير، وظلها الأرستقراطي الرشيق، [بلانشيت] تتقن الأمر من أول نبضة … لا أتوقع أن أري أداءً أفضل لهذا الدور في حياتي.» اعتبرته جين فوندا، والتي حضرت عرض نيويورك، «ربما كان أعظم أداء مسرحي رأيته في حياتي»، كما أعلنت ميريل ستريب، «كان هذا الأداء واضحًا، وطبيعيًا واستثنائيًا، ومذهلًا، ومُفاجئًا ومخيفًا مثل أي شيء رأيته في حياتي … لقد ظننت أنني رأيت هذه المسرحية، ظننت أنني أعرف كل الأسطر عن ظهر قلب، لأنني رأيتها مرات عديدة، لكنني لم أشاهد المسرحية حتى رأيت هذا الأداء.» فازت بلانشيت بجائزة مسرح سيدني لأفضل ممثلة في دور رئيسي. حصلت المسرحية وبلانشيت على جائزتي هيلين هيز، جائزة الإنتاج غير المُقيم المتميز وجائزة الممثلة الرئيسية البارزة في إنتاج غير مُقيم، علي التوالي.
في عام 2010، تألقت بلانشيت في دور السيدة ماريان في فيلم راسل كرو الملحمي روبن هود، إخراج ريدلي سكوت. تلقي الفيلم مراجعات مُختلطة من النقاد، علي الرغم من تحقيقه نجاحًا ماليًا، محققًا 321 مليون دولار في شباك التذاكر في جميع أنحاء العالم. في 2011، لعبت بلانشيت دور وكيلة المخابرات المركزية الأمريكية الغريمة ماريسا ويجلر في فيلم الإثارة والأكشن هانا، إخراج جو رايت وبطولة سيرشا رونان وإريك بانا.

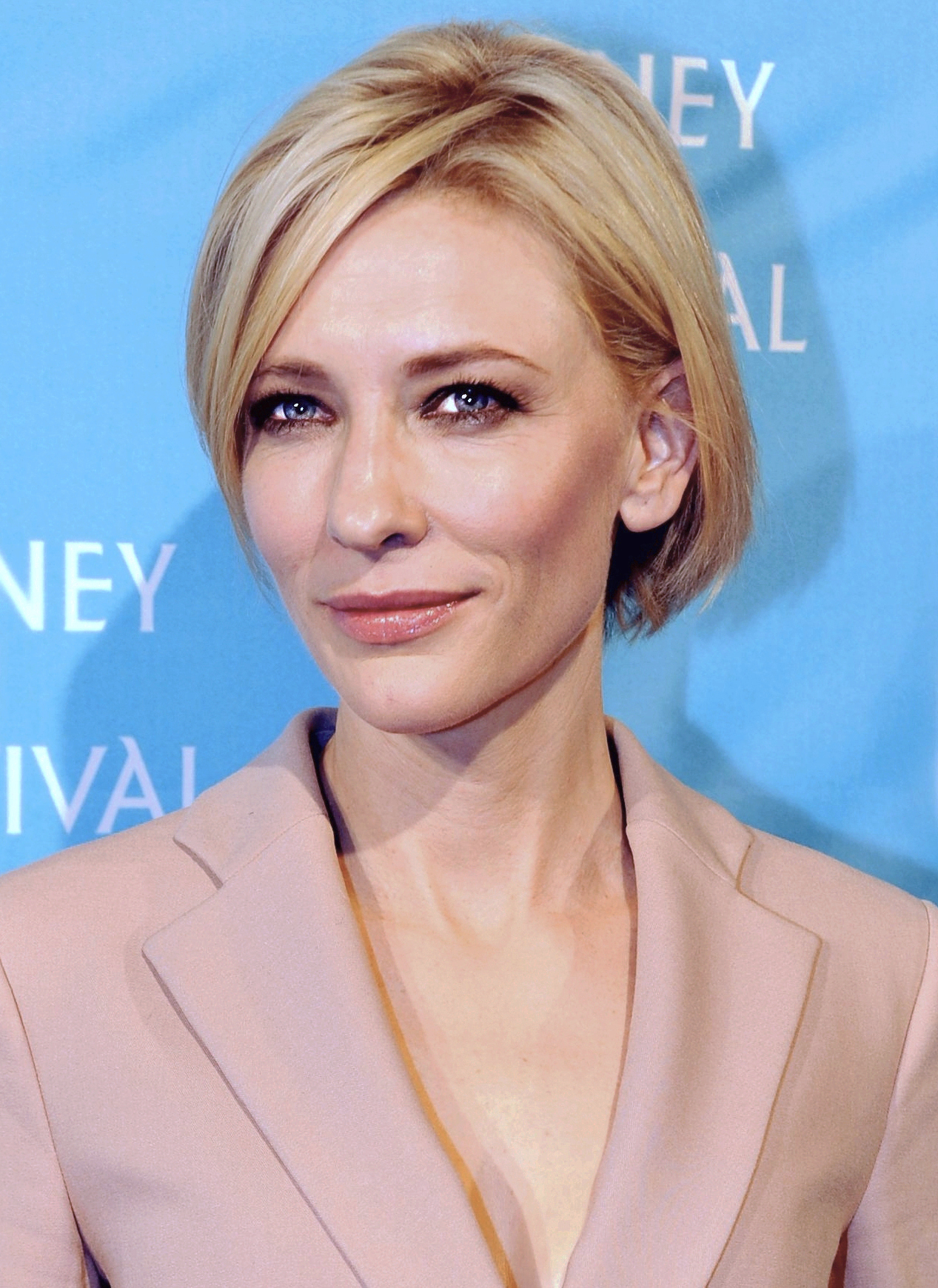
بلانشيت في مهرجان سيدني السينمائي 2011.

في عام 2011، شاركت بلانشيت في مسرحيتين من إنتاج شركة مسرح سيدني. لعبت بلانشيت دور لوت كوت في الترجمة الجديدة لمسرحية بوتو شتراوس (بالألمانية: Groß und klein) (بالعربية: كبير وصغير) (1978)، ترجمة مارتن كريمب وإخراج بيندكت أندروز. بعد عرض المسرحية في سيدني، تم عرضها في لندن، وباريس، ومهرجان فيينا، ومهرجان الرور. تلقت بلانشيت والمسرحية إشادة واسعة. ترشحت بلانشيت لجائزة إيفنينغ ستاندارد لأفضل ممثلة بلندن، وفازت بجائزة مسرح سيدني لأفضل ممثلة في دور رئيسي وجائزة هيلبمان لأفضل ممثلة. ثم لعبت دور يلينا، أمام هوغو ويفنغ وريتشارد روكسبيرغ، في مسرحية العم فانيا لأنطون تشيخوف، إخراج أندرو أبتون، والتي عُرضت في مركز كينيدي ومركز مدينة نيويورك كجزء من مهرجان مركز لينكون. تلقت المسرحية وبلانشيت إشادة من النقاد، حيث صرح بين برانتلي من نيويورك تايمز قائلًا: «أعتبر الثلاث ساعات التي قضيتها ليلة السبت في مشاهدة [الشخصيات] تشكو من مدي ضجرها من بين أسعد المسرحيات في حياتي … العم (فانيا) هذا يضايقك كما لم أري مثله من قبل ... [بلانشيت] تؤكد مكانتها كواحدة من أفضل وأشجع الممثلات علي وجه الأرض.» وصف بيتر ماركس من واشنطن بوست المسرحية كأفضل حدث مسرحي في واشنطن العاصمة لعام 2011. فازت بلانشيت بجائزة هيلين هيز للممثلة الرئيسية البارزة في إنتاج غير مُقيم، وجائزة هيلبمان لأفضل ممثلة.

### 2012–2016:ياسمين أزرقوعودتها إلي هوليوود

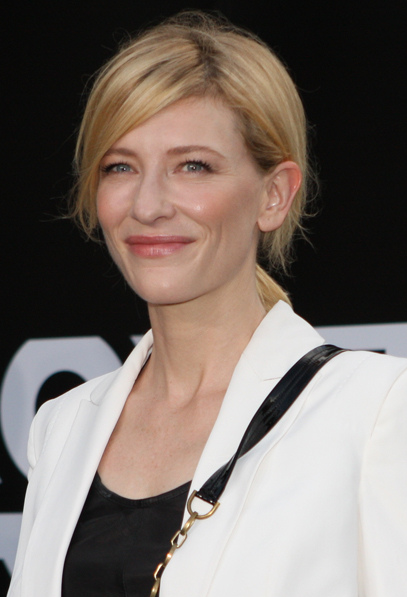
بلانشيت في مهرجان تروبفيست 2012 في سيدني، أستراليا.

عادت بلانشيت إلي دور غالادريال في ثلاثية بيتر جاكسون الهوبيت (2012–2014)، بادئة سلسلة أفلام سيد الخواتم، والتي تم تصويرها في نيوزيلندا. بالرغم من حصوله علي إشادة نقدية أقل من تلك التي حازت عليها ثلاثية سيد الخواتم، إلا أن سلسلة أفلام الهوبيت حققت نجاحًا كبيرًا في شباك التذاكر، حيث حقق ما يقرُب من الـ3 مليار دولار بجميع أنحاء العالم. لم تظهر شخصية غالادريال في رواية جاي آر آر تولكين الأصلية، ولكن تم تعديل القصة من قِبل الكاتب غييرمو ديل تورو، الذي شارك في كتابة الفيلم، وبيتر جاكسون بحيث يمكن لبلانشيت أن تظهر في الثلاثية. قدمت بلانشيت صوتها في دور «بينيلوبي» في حلقة «السيد والسيدة ستيوي» من مسلسل الرسوم المتحركة فاميلي غاي، والتي بُثت في 29 أبريل 2012، والملكة إليزابيث الثانية في حلقة «فاميلي غاي فيور ميل 2». عادت بلانشت إلي السينما الأسترالية مع ظهورها في فيلم التحول (2013)، وهو فيلم أنثولوجي مبني علي مجموعة من القصص القصيرة من تأليف تيم وينتون. كانت بلانشيت رئيسة لجنة تحكيم مهرجان دبي السينمائي الدولي لعامي 2012 و2013. وكان موسم شركة مسرح سيدني في عام 2013 آخر موسم لبلانشيت كمديرة تنفيذية مُشاركة ومخرجة فنية.

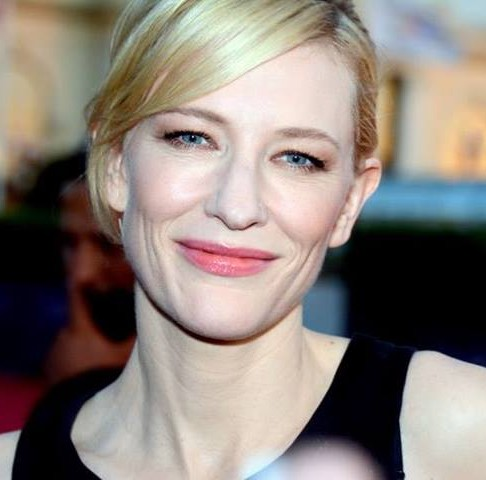
بلانشيت في مهرجان دوفيل السينمائي.

في عام 2013، لعبت بلانشيت دور ياسمين فرانسيس، وهو الدور الرئيسي في فيلم لوودي آلن بعنوان ياسمين أزرق، وشاركها البطولة أليك بالدوين وسالي هوكينز. تلقي أداء بلانشيت بالفيلم إشادة واسعة النطاق، حيث اعتبر بعض النقاد أنه الدور الأفضل في حياتها المهنية حتي تلك اللحظة (متجاوزًا بذلك أدائها المشهود في إليزابيث). خلال مراجعته لصحيفة الغارديان، صرح مارك كيرمود أن «بلانشيت تواجه التحدي مثل عداء لياقة بدنية عالية يواجه ماراثونًا، وتشق طريقها عبر 26 ميلاً من الطريق العاطفي ضاربةً، مع كل صعود وهبوط، وضغوط ودموع، وانقلابات المعدة وحروق الفؤاد المُستلزمة، إنجازًا عظيمًا يتركها (ونحن) أحيانًا نلهث للتنفس.» وصف بيتر ترافرز، أثناء مراجعته للفيلم لـرولينغ ستون، أداء بلانشيت بأنه، «غير معقول»، متابعًا الكتابة، «مشهد ياسمين – ضائعة، ووحيدة، وغير قادرة علي استحضار السحر من واقع عنيد – مشهد مُدمر. هذا هو انتصار بلانشيت، ولا ينبغي تفويته.» فازت بلانشيت عن دورها بأكثر من 40 جائزة، منها جائزة الأوسكار لأفضل ممثلة، وجائزة البافتا لأفضل ممثلة في دور رئيسي، وجائزة غولدن غلوب لأفضل ممثلة - فيلم دراما، وجائزة نقابة ممثلي الشاشة للأداء المتميز لممثلة في دور رئيسي، وجائزة اختيار النقاد للأفلام، وجائزة الروح المستقلة، وجائزة جمعية نقاد السينما في لوس أنجلوس، وجائزة الجمعية الوطنية لنقاد السينما، وجائزة دائرة نقاد السينما في نيويورك، وجائزة الأداء المتميز للعام في مهرجان سانتا باربارا السينمائي الدولي. بعد فوزها بالأوسكار، أصبحت بلانشيت سادس ممثلة تفوز بالجائزة في كلتا فئتي التمثيل، وثالث ممثلة تفوز بفئة أفضل ممثلة بعد فئة أفضل ممثلة مساعدة، وأول أسترالية تفوز بأكثر من جائزة أوسكار واحدة في فئة التمثيل.
ومنذ ذلك الحين، انتقدت ديلان فارو، ابنة وودي آلن بالتبني، بلانشيت وغيرها من الممثلات لعملهن مع آلن. علقت بلانشيت وقالت: «من الواضح أنه كان وضع طويل ومؤلم للعائلة وآمل أن يجدوا بعض الحلول والسلام.» ردًا علي الأسئلة المُتعلقة بمناصرتها للنساء في هوليوود فيما يتعلق بحركة أنا أيضًا، أكدت بلانشيت أن نظام العدالة، وليس وسائل التواصل الاجتماعي، يجب أن يكون «القاضي وهيئة المحلفين» في مثل تلك الحالات.

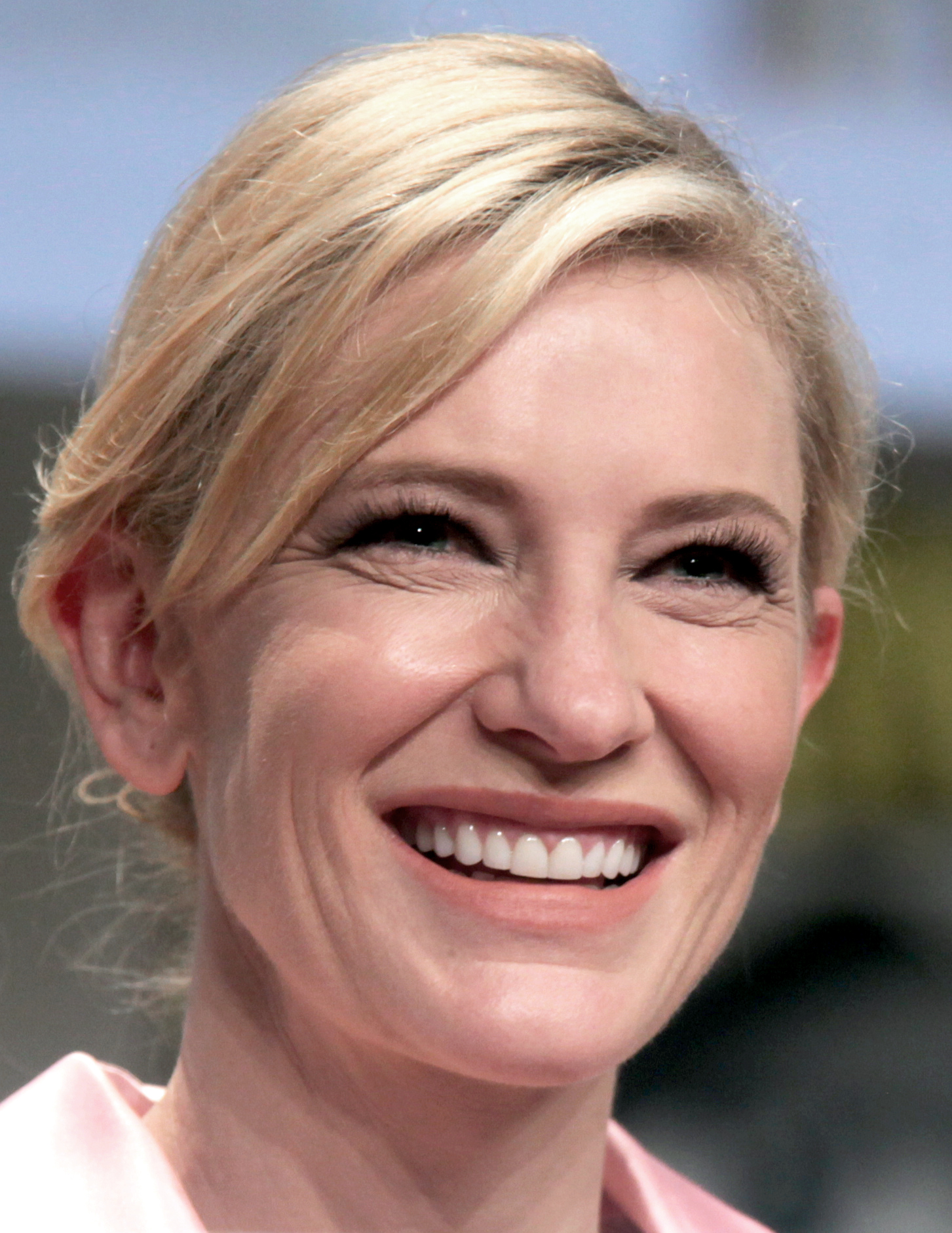
بلانشيت في سان دييغو كومك كون إنترناشونال 2014 للترويج لفيلم الهوبيت: معركة الجيوش الخمسة.

في 2014، شاركت بلانشيت مع جورج كلوني ومات ديمون في بطولة فيلم رجال الآثار، وهو فيلم مُقتبس من قصة حقيقية عن فريق مُكون من مؤرخي الفن وأمناء المتحف يتم تكليفهم باسترداد أعمال فنية مشهورة سُرقت من قِبل النازيين. يتضمن الفيلم طاقم تمثيل مُكون من بيل موري، وجون غودمان، وهيو بونفيل، وجان دوجردان. كانت الشخصية الفرنسية روز فالاند مصدر إلهام لشخصية كلير سيمون، والتي جسدتها بلانشيت. تلقي فيلم رجال الآثار مراجعات مُختلطة من النقاد وحصد 155 مليون دولار في شباك التذاكر في جميع أنحاء العالم. أيضًا في عام 2014، أدت بلانشيت صوت فالكا في فيلم الرسوم المتحركة كيف تروض تنينك 2، إنتاج دريم ووركس أنيميشن. حصل الفيلم علي إشادة من النقاد مع تحقيقه إيرادات عالية في شباك التذاكر. ترشح الفيلم لجائزة الأوسكار لأفضل فيلم رسوم متحركة مع فوزه بجائزة الغولدن غلوب لأفضل فيلم رسوم متحركة. ظهرت بلانشيت كضيفة شرف في دور النسخة النسائية من بطل القصة المارق، كليفر (الذي جسد دوره ريتشارد روكسبيرغ)، علي الشاشة في المسلسل التلفزيوني الأسترالي ريك. في 29 يناير 2015، استضافت بلانشيت حفل توزيع جوائز الأكاديمية الأسترالية للفنون السينمائية والتلفازية الرابع مع ديبورا ميلمان.

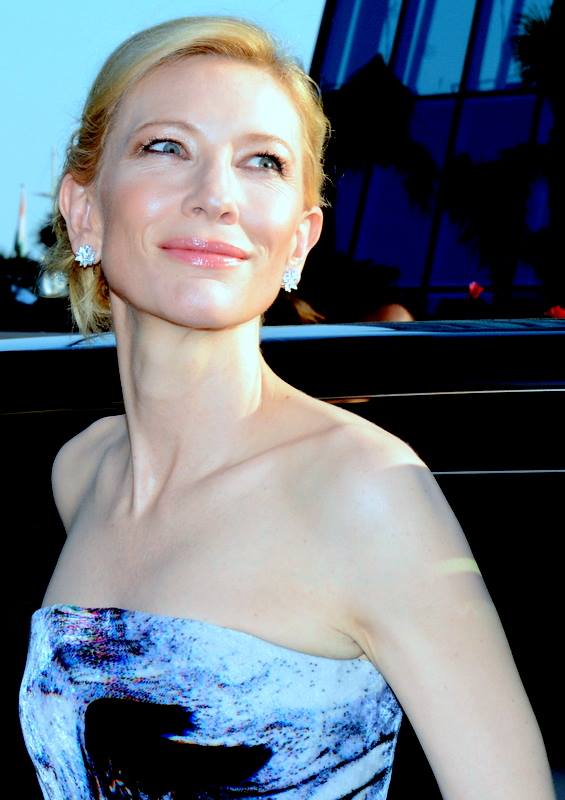
بلانشيت في العرض الأول لفيلمها كارول في مهرجان كان السينمائي 2015.

في عام 2015، ظهرت بلانشيت في 4 أفلام. كان الأول هو دور نانسي في فيلم فارس الكؤوس، إخراج تيرينس ماليك، والذي تم افتتاحه في مهرجان برلين السينمائي الدولي. صنفت إندي واير أداء بلانشيت في الفيلم كواحد من أفضل 15 أداء في أفلام ماليك. ظهرت بلانشيت أيضًا في دور الشريرة السيدة تريمين في الفيلم الذي حاز علي إشادة نقدية، سندريلا (2015)، إنتاج أفلام والت ديزني وإخراج كينيث براناه، وهو فيلم مُقتبس من فيلم الرسوم المتحركة سندريلا (1950)، إنتاج استديوهات والت ديزني للرسوم المتحركة وإخراج ويلفريد جاكسون، وهاميلتون لوسك، وكلايد جيرونيمي. كتب ريتشارد كورليس لمجلة تايم أن «بلانشيت [تفوز بأعلي مكانة]، تطلق عجرفة تقشعر لها الأبدان كما تسلي؛ الأداء رائع دون محاكاة ساخرة مُحاذية.» كذلك أدت بلانشيت دور البطولة مع روني مارا في فيلم كارول، وهو فيلم مُقتبس من رواية ثمن الملح لباتريشيا هايسميث، والذي كان من إخراج تود هينز (في ثاني تعاون بينهما بعد فيلم أنا لست هناك) ولاقي استحسانًا كبيرًا. تلقت بلانتشيت، والتي كانت منتجة تنفيذية للفيلم أيضًا، مراجعات نقدية إيجابية لأدائها الشخصية التي تحمل نفس اسم الفيلم، والذي تم اعتباره علي نطاق واسع واحد من أفضل أفلامها في حياتها المهنية، بجانب إليزابيث وياسمين أزرق. قال جاستن تشانغ من فارايتي: «كدراسة عن الطريقة التي يمكن بها للأسطح الجميلة أن تُخفي وتكشف في الوقت نفسه عن معاني أعمق، يمثل أداء [بلانشيت] محورًا ملائمًا جدًا لهذا الفيلم الذي تم تحقيقه بشكل عظيم.» ترشحت بلانشيت لجوائز الأوسكار، والغولدن غلوب، والبافتا مرة أخري.

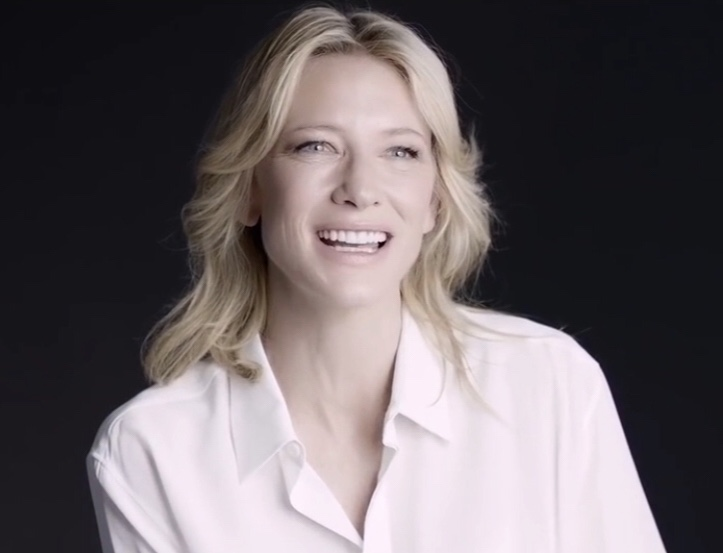
مقابلة مع بلانشيت في عام 2016.

جسدت بلانشيت شخصية الصحفية ماري مابز في فيلم حقيقة (2015) أمام روبرت ريدفورد الذي جسد شخصية الصحفي دان راذير، وهو فيلم عن وثائق كيليان المثيرة للجدل. شاركت شركة الإنتاج التي تملكها بلانشيت مع زوجها في إنتاج الفيلم. أيضًا لعبت بلانشيت دور البطولة في فيلم بيان رسمي، وهو عمل فني مُركب من قِبل يوليان روزفيلت للفيديو متعدد الشاشات، حيث تم تصوير 12 بيان فني من قِبل 13 شخصية مختلفة قامت بلانشيت بأدائهم كلهم. تلقي الفيلم وبلانشيت إشادات نقدية، إذ قالت روبرتا سميث من نيويورك تايمز: «إذا وزع عالم الفن جوائز الأوسكار، يجب أن تفوز كيت بلانشيت عن جولة القوة الخاصة بها لأدوار البطولة في 'بيان رسمي'». في عام 2016، كانت بلانشيت الراوية لإحدي النسختين من الفيلم الوثائقي، رحلة الوقت، فيلم يتحدث عن الأرض والكون ومن إخراج تيرينس ماليك، والذي عُرض لأول مرة عالميًا في الدورة الثالثة والسبعين من مهرجان البندقية السينمائي.

### 2017–حتى الآن: أولي تجاربها في مسرح برودواي ونجاحها التلفزيوني

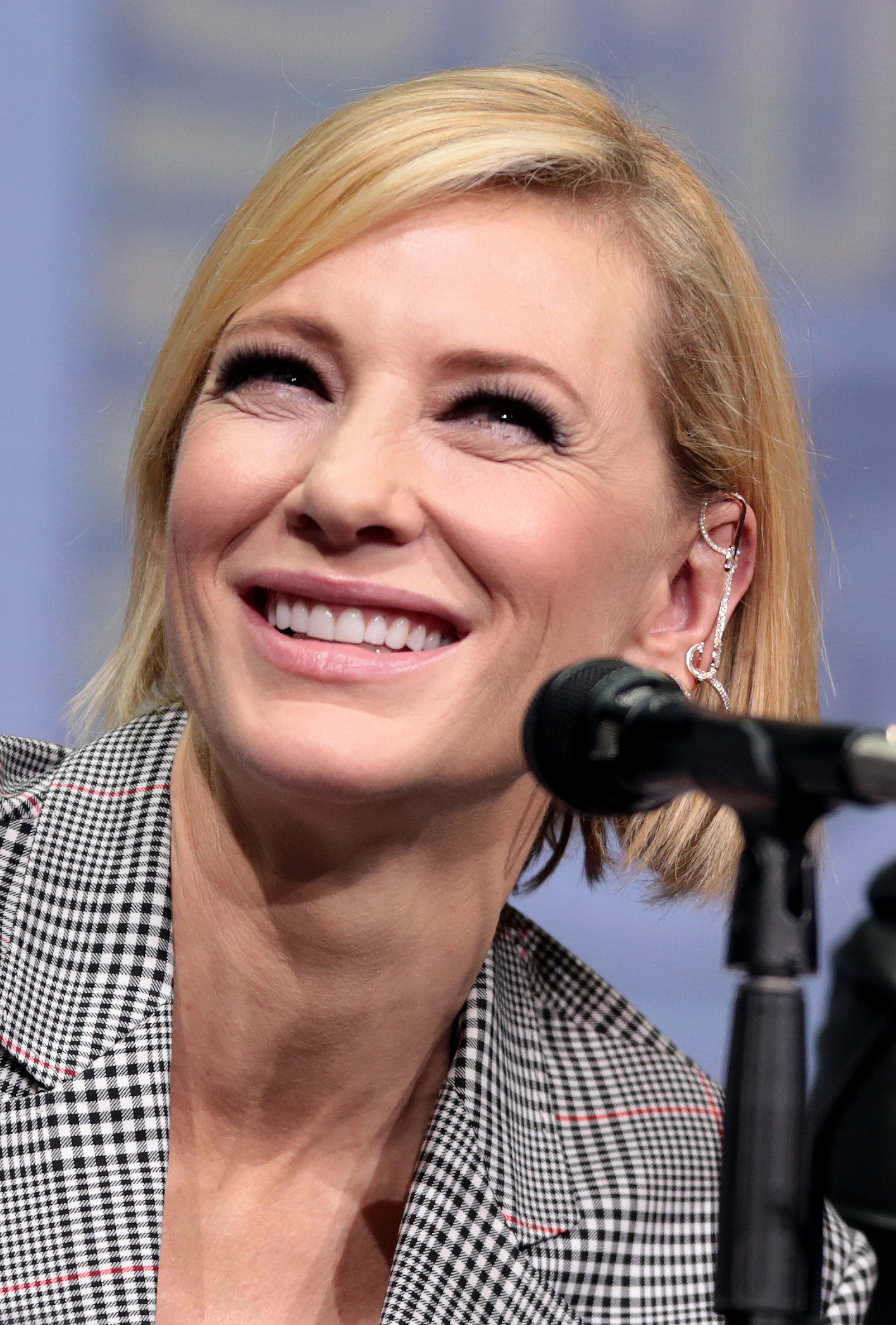
بلانشيت في سان دييغو كومك كون إنترناشونال 2017 للترويج لفيلم ثور: راجناروك.

في 2017، لعبت بلانشيت دور البطولة في مسرحية لشركة مسرح سيدني الحاضر، وهي اقتباس من زوجها أندرو أبتون لمسرحية بلاتونوف لـأنطون تشيخوف، إخراج جون كرولي. عُرضت المسرحية للمرة الأولي في سيدني في عام 2015، وتلقت بإشادة من النقاد، فانتقلت المسرحية في عام 2017 إلي مسرح برودواي، لتصبح المسرحية أول عمل مسرحي لبلانشيت علي مسرح برودواي. أثناء عرض المسرحية في مسرح برودواي، حصل أداء بلانشت علي إشادة. لاحظ بين برانتلي من نيويورك تايمز أن «بلانشيت تعرف كيف تمسك خشبة المسرح، وإن لزم الأمر، تستولي عليها … مثل هذه الكاريزما الآمرة، والمجربة لأي شيء مفيدة إذا كنت تحاول أن تمسك مجموعة مجتمعة بشكل سيئ أو، لهذا الأمر، مسرحية.» حصلت بلانشيت علي ترشيح عن دورها لجائزة توني كأفضل ممثلة في مسرحية، وترشيح لجائزة دراما ديسك، وترشيح من جائزة رابطة الدراما لجائزة الأداء المتميز. في 2017، ظهرت بلانشيت أيضًا في فيلم أغنية إلى أغنية، إخراج تيرينس ماليك، وقد جسدت دور هيلا، إلهة الموت، في فيلم ثور: راجناروك، إنتاج مارفل ستوديوز وإخراج تايكا وايتيتي. حقق ثور: راجناروك نجاحًا نقديًا وماليًا، محققًا 854 مليون دولار في شباك التذاكر بجميع أنحاء العالم.

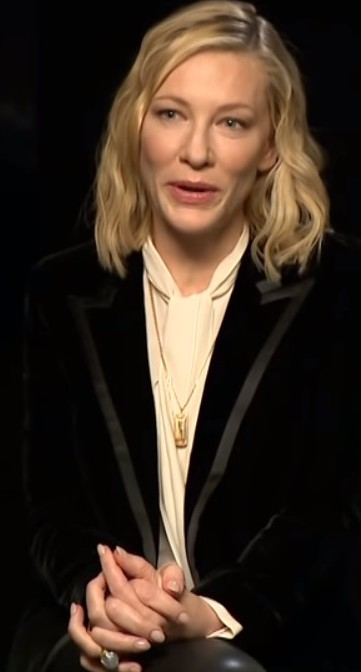
بلانشيت تروج لفيلم أوشنس 8.

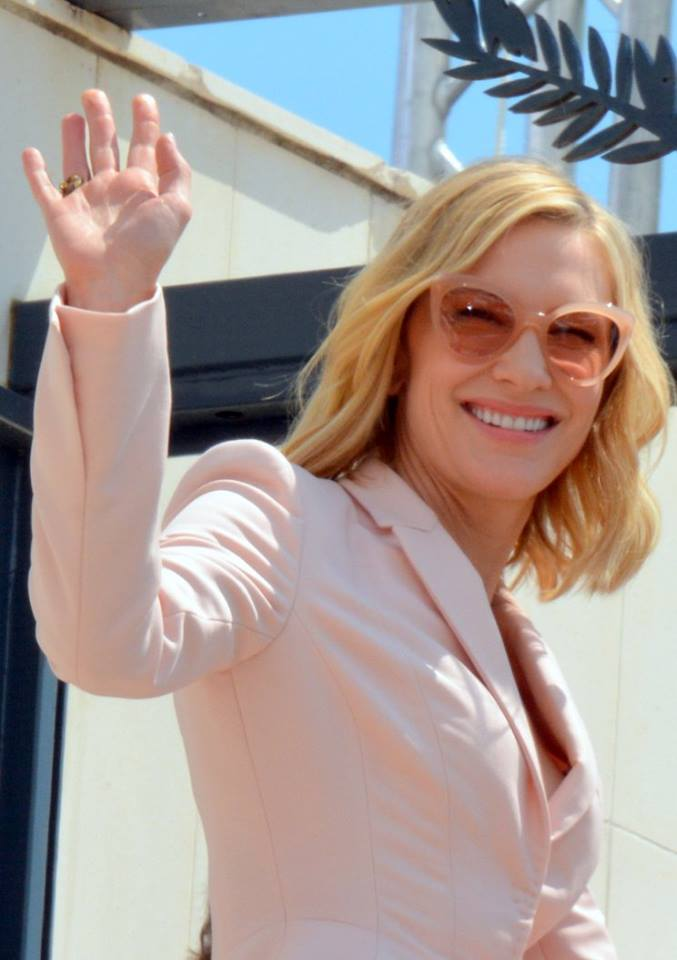
بلانشيت في مهرجان كان السينمائي 2018، حيث كانت رئيسة لجنة التحكيم هناك.

في 2018، لعبت بلانشيت دور البطولة في فيلم أوشنس 8، وهو النسخة النسائية الفرعية من سلسلة أفلام أوشنس، حيث شاركها البطولة ساندرا بولوك، وآن هاثاواي، وسارة بولسون، وميندي كالينغ، وهيلينا بونهام كارتر، وريانا، وأوكوافينا، ومن إخراج غاري روس. تلقي الفيلم مراجعات مُختلطة بشكل رئيسي، لكنه حقق نجاحًا في شباك التذاكر، حيث حصد 297 مليون دولار في جميع أنحاء العالم. أعرب أوين غليبرمان من فارايتي عن أسفه لأن بلانشيت وسارة بولسون النجمة المُشاركة «لا تحصلان علي فرصة لخلق شخصيات لا يمكن محوها». جسدت بلانشيت أيضًا دور فلورنسا زيمرمان في فيلم المنزل ذو ساعة الحائط، إخراج إيلي روث، المُقتبس من رواية تحمل نفس الاسم، تأليف جون بيليرز. تم تعيين بلانشيت كرئيسة لجنة التحكيم في مهرجان كان السينمائي 2018، وفي نفس العام، أدرجتها مجلة فوربس كواحدة من أعلي الممثلات أجرًا في العالم بأرباح سنوية قدرها 12.5 مليون دولار.
جسدت بلانشيت دور النسخة النسائية من الأصَلة قاع في فيلم ماوكلي: أسطورة الغابة، فيلم تم اقتباسه من كتاب الأدغال ومن إخراج أندي سركيس. استخدم سركيس مزيجًا من لاقط الحركة، والتحريك الحاسوبي، والحركة الحية في الفيلم، وقد تم كتابة دور قاع ليكون أقرب إلي الشخصية الأصلية بالقصص القصيرة لمؤلفها روديارد كبلينغ، والذي كان بمثابة مرشد لماوكلي. تم إصدار الفيلم في عام 2019 علي نتفليكس. في نفس العام، لعبت بلانشيت دور البطولة في فيلم أين ذهبتِ، يا برناديت الذي أخرجه ريتشارد لينكليتر، والذي تم اقتباسه من رواية حققت أعلي المبيعات وتحمل نفس الاسم لكاتبتها ماريا سيمبل. حصل الفيلم علي آراء مختلطة في الغالب، محققا 10.4 مليون دولار بشباك التذاكر مع ميزانية قدرها 18 مليون دولار. بالرغم من ذلك، إلا أن أداء بلانشيت في دور الشخصية التي تحمل نفس اسم الفيلم حظي بالثناء، إذ كتب بيت هاموند في مراجعته لددلاين، «[الفيلم] لا يرتقي بمستوى التوقعات تمامًا، بالرغم من لعب الأداء من المتوهجة كيت بلانشيت، والتي من الواضح أنها أفضل سبب لمشاهدة هذا الفيلم.» تلقت بلانشيت ترشيحها العاشر لجائزة الغولدن غلوب عن الفيلم. كما عادت إلي دور فالكا في فيلم الرسوم المتحركة كيف تروض تنينك: العالم الخفي الذي ترشح لجائزة الأوسكار لأفضل فيلم رسوم متحركة في حفل توزيع جوائز الأوسكار الثاني والتسعون.

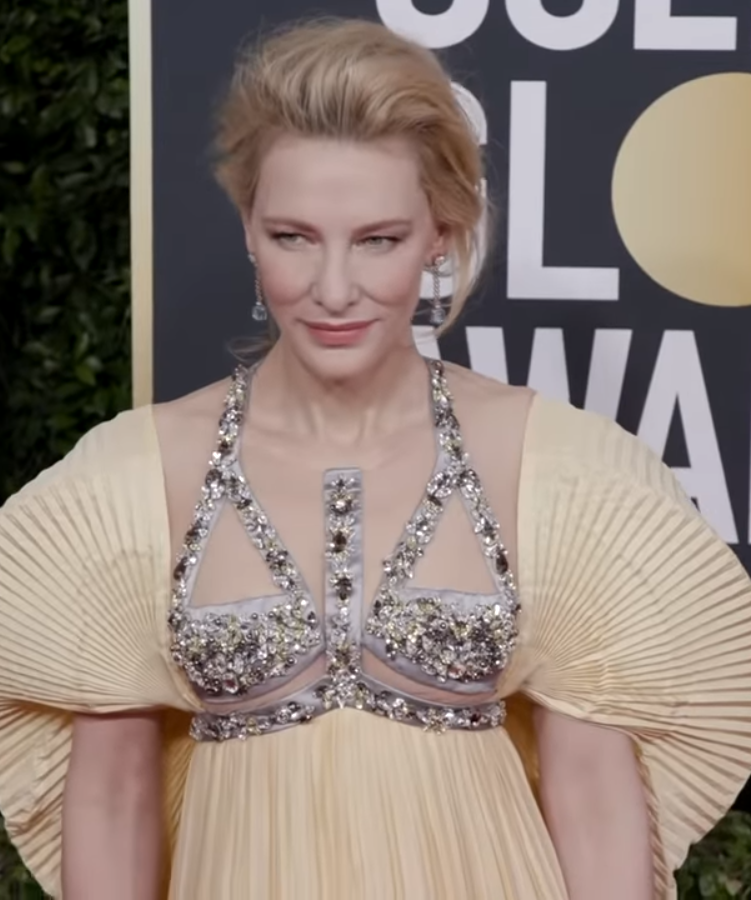
بلانشيت علي السجادة الحمراء في حفل توزيع جوائز الغولدن غلوب 2020.

في عام 2020، عادت بلانشيت إلي التلفزيون، حيث لعبت دورًا مساعدًا في المسلسل الدرامي الأسترالي مُشرد، وهو مسلسل قصته مستوحاة من قضية الاحتجاز الإلزامي المثيرة للجدل لكورنيليا راو. تم تمويل المسلسل من قِبل سكرين أستراليا مع بلانشيت، حيث كانت بلانشيت منتجة تنفيذية للعمل الذي شاركت في ابتكاره أيضًا. تم بث المسلسل من 1 مارس 2020 إلي 5 أبريل 2020 علي هيئة الإذاعة الأسترالية العامة إيه بي سي، وتم عرضه علي المستوي الدولي لأول مرة في يوليو 2020 علي النتفليكس. فازت بلانشيت بجائزتين في حفل توزيع جوائز الأكاديمية الأسترالية للفنون السينمائية والتلفازية العاشر عن المسلسل؛ جائزة أفضل ضيفة أو ممثلة مساعدة عن أدائها، وجائزة أفضل مسلسل قصير عن دورها كمنتجة تنفيذية. أيضا في عام 2020، قامت بلانشيت بإنتاج ولعب بطولة مسلسل سيدة أمريكا، مسلسل قصير من نوعية الدراما التاريخية، تم عرضه علي قناة إف إكس / هولو. لعبت بلانشيت دور فيليس شلافلي، ناشطة سياسية مُحافظة (1924–2016). عُرض المسلسل لأول مرة في الولايات المتحدة في 15 أبريل 2020، وهو مُؤلف من 9 أجزاء. تلقي المسلسل إشادة نقدية علي نطاق واسع، حيث كتب جيمس بونيووزيك في مراجعته لـنيويورك تايمز: «مشهدها الأخير، الصامت والمُحطم، قد ينتهي أيضًا بتسليم بلانشيت إيمي علي الشاشة»؛ كما قال مايكل إيداتو لـسيدني مورنينغ هيرالد: «سجل مسار بلانشيت يتحدث عن نفسه، ولكن هناك شيء آخر يحدث. في كل مرة تنزلق شلافلي بلانشيت بشكل مثالي في الإطار، لا يوجد ببساطة أي مكان آخر للنظر.» في حفل توزيع جوائز الإيمي برايم تايم الثاني والسبعون، تلقت بلانشيت ترشيحان كأفضل ممثلة رئيسية في مسلسل قصير أو مسلسل أنثولوجي أو فيلم تلفزيوني وجائزة أفضل مسلسل قصير أو مسلسل أنثولوجي، بالإضافة لترشيحات لجائزة الغولدن غلوب لأفضل ممثلة - مسلسل قصير أو فيلم تلفزيوني، وجائزة نقابة ممثلي الشاشة لأفضل ممثلة في مسلسل قصير أو فيلم تلفزيوني، وجائزة جمعية نقاد التلفزيون للإنجاز الفردي في الدراما.
وقعت شركة إنتاج بلانشيت وزوجها أندرو أبتون ديرتي فيلمز مع نيو ريبيبليك بيكتشرز للأفلام الطويلة، وشبكات إف إكس للمسلسلات التلفزيونية. كانت بلانشيت منتجة تنفيذية في الفيلم اليوناني تفاحات (2020)، إخراج كريستوس نيكو. تم عرض الفيلم لأول مرة في مهرجان البندقية السينمائي الدولي، محققا ثناءا نقديا، كما تم اختياره ليكون ممثلا لليونان لجائزة الأوسكار لأفضل فيلم بلغة أجنبية، بالرغم من فشله في نهاية المطاف بالفوز بالترشيح.
في عام 2021، ظهرت بلانشيت أمام برادلي كوبر في فيلم زقاق الكوابيس، إخراج جييرمو ديل تورو، وهو فيلم تم اقتباسه من رواية كتبها وليم ليندسي غريشام تحمل نفس الاسم. تم إصدار الفيلم في ديسمبر 2021 بواسطة سيرش لايت بيكتشرز، محققا مراجعات إيجابية. ظهرت بلانشيت أيضا أمام ليوناردو دي كابريو وجينيفر لورنس في فيلم لا تنظر للأعلى لآدم مكاي، وهو فيلم هجاء سياسي. تم إصدار الفيلم في ديسمبر 2021 علي النتفليكس.

## حياتها الشخصية

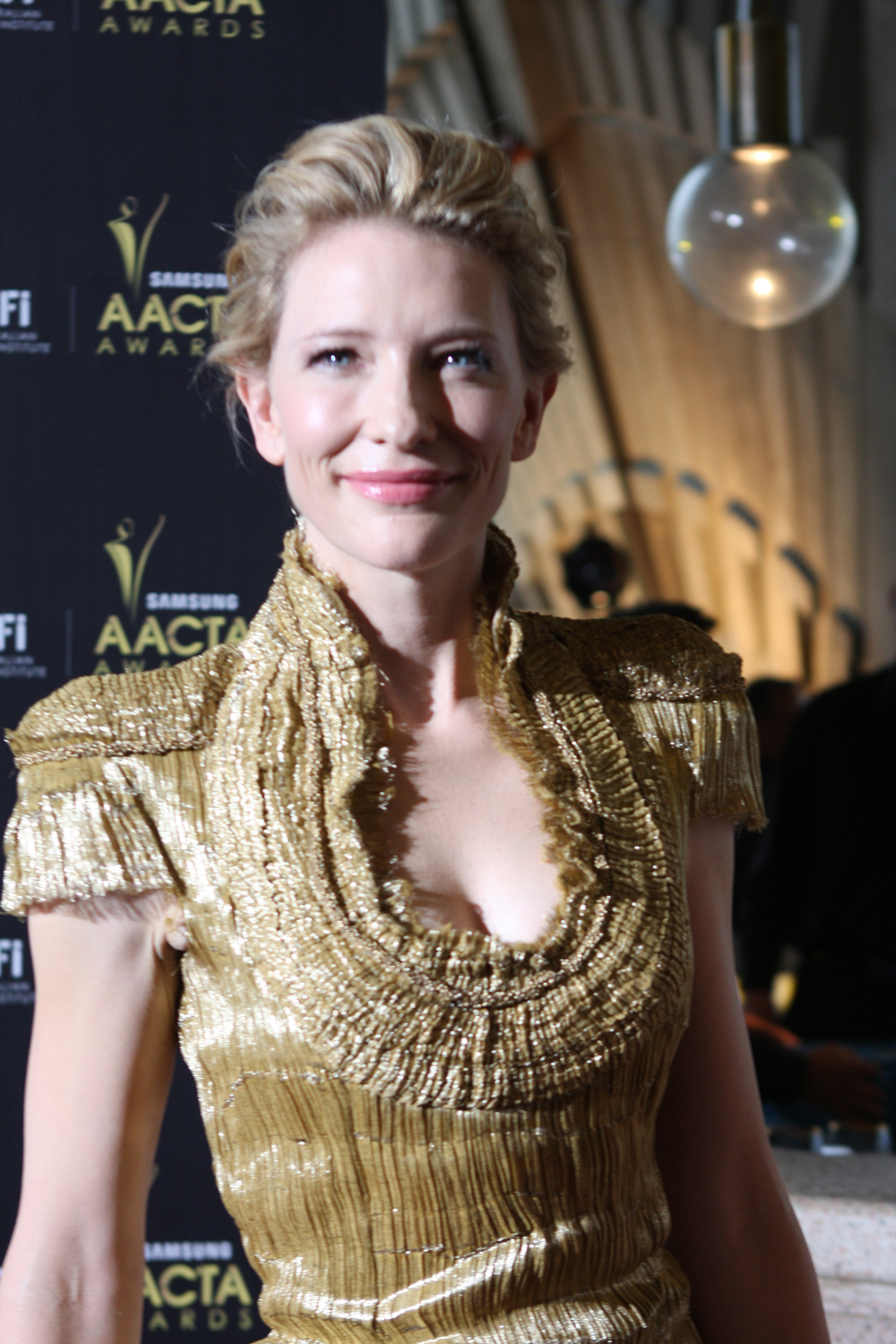
بلانشيت في الحفل السنوي الأول لتوزيع جوائز الأكاديمية الأسترالية للفنون السينمائية والتلفازية.

بلانشيت متزوجة من الكاتب المسرحي والسيناريست أندرو أبتون. التقي الزوجان للمرة الأولي في وقت ما منتصف التسعينات، ولاحقا، بالتحديد عام 1996، أثناء إنتاج فيلم الحمد لله أنه التقي بليزي، وفي عام 1997، حيث كانت تؤدي في مسرحية النورس، مع شركة بي في مسرح شارع بيلفوير، وتزوجا في 29 ديسمبر 1997.
لدي الثنائي 3 أبناء وابنة واحدة؛ داشيل جون أبتون (مواليد 2001)، ورومان روبرت أبتون (مواليد 2004)، وإغناتيوس مارتن أبتون (مواليد 2008)، إديث فيفيان باتريشيا أبتون (تم تبنيها في 2015). قالت بلانشيت إنها وزوجها كانا يرغبان في التبني منذ ولادة ابنهما الأول.

## أفلامها
لفتت بلانشيت انتباهًا دوليًا نحوها بعد دورها في فيلم إليزابيث (1998). أعمال كيت الأخري المشهورة تشمل فيلم بابل في عام 2006، وإنديانا جونز ومملكة الجمجمة الكريستالية في عام 2008، وحالة بنجامين بتن الغريبة في عام 2008، وياسمين أزرق في عام 2013.
| سنة  | عنوان                                              | دور                    | ملاحظات |  |
| ---- | -------------------------------------------------- | ---------------------- | --- |  |
| 1990 | كابوريا                                            | مشجعة أمريكية          | |  |
| 2000 | The Gift                                           | آني                    | |  |
| 2000 | The Man Who Cried                                  | لولا                   | |  |
| 2001 | أخبار الشحن                                        | Petal Quoyle           | |  |
| 2001 | Charlotte Gray                                     | شارلوت غراي            | ترشحت - جائزة ستالايت لأفضل ممثلة في فيلم دراما |  |
| 2001 | The Lord of the Rings: The Fellowship of the Ring  | غلادريل                | جائزة نقابة ممثلي الشاشة عن الأداء المتميز من قبل الممثلين في السينما |  |
| 2001 | Bandits                                            | كيت ويلر               | ترشحت - جائزة معهد الفيلم الأمريكي لأفضل ممثلة جائزة الغولدن غلوب لأفضل ممثلة في فيلم دراما |  |
| 2002 | The Lord of the Rings: The Two Towers              | غلادريل                | ترشحت - جائزة نقابة ممثلي الشاشة عن الأداء المتميز من قبل الممثلين في السينما |  |
| 2002 | Heaven                                             | فيليبا                 | |  |
| 2003 | The Lord of the Rings: The Return of the King      | غلادريل                | جائزة نقابة ممثلي الشاشة عن الأداء المتميز من قبل ممثلة في السينما |  |
| 2003 | The Missing                                        | ماغي                   | ترشحت - جائزة زحل لأفضل ممثلة |  |
| 2003 | Coffee and Cigarettes                              | نفسها وشيلي            | |  |
| 2003 | Veronica Guerin                                    | فيرونيكا غيرن          | |  |
| 2004 | The Life Aquatic with Steve Zissou                 | جين وينسيلت-ريتشاردسون | |  |
| 2004 | The Aviator                                        | كاثرين هيبورن          | جائزة الأوسكار لأفضل ممثلة مساعدة جائزة بافاتا لأفضل ممثلة في دور مساعد ترشحت - جائزة الغولدن غلوب لأفضل ممثلة مساعدة في فيلم ترشحت - جائزة ستالايت لأفضل ممثلة مساعدة في فيلم ترشحت - جائزة نقابة ممثلي الشاشة عن الأداء المتميز من قبل ممثلة في السينما                                                        |  |
| 2005 | Little Fish                                        | تريسي هارت             | |  |
| 2006 | Babel                                              | سوزان جونز             | |  |
| 2006 | The Good German                                    | لينا براندت            | |  |
| 2006 | Notes on a Scandal                                 | شبيا هارت              | ترشحت - جائزة الأوسكار لأفضل ممثلة مساعدة ترشحت - جائزة السينما المستقلة البريطانية لأفضل ممثلة مساعدة ترشحت - جائزة غولدن غلوب لأفضل ممثلة مساعدة في فيلم ترشحت - جائزة ستالايت لأفضل ممثلة مساعدة في فيلم ترشحت - جائزة نقابة ممثلي الشاشة عن الأداء المتميز من قبل ممثلة في السينما                           |  |
| 2007 | Elizabeth: The Golden Age                          | الملكة إليزابيث الأولى | ترشحت - جائزة الأوسكار لأفضل ممثلة ترشحت -جائزة بافاتا لأفضل ممثلة في دور رئيسي ترشحت - جائزة الغولدن غلوب لأفضل ممثلة في فيلم دراما |  |
| 2007 | I'm Not There                                      | جود كوين (بوب ديلن)    | ترشحت - جائزة الأوسكار لأفضل ممثلة مساعدة جائزة غولدن غلوب لأفضل ممثلة مساعدة في فيلم جائزة الروح المستقلة لأفضل ممثل مساعد أنثى ترشحت - جائزة بافاتا لأفضل ممثلة في دور مساعد ترشحت - جائزة ستالايت لأفضل ممثلة مساعدة في فيلم ترشحت - جائزة نقابة ممثلي الشاشة عن الأداء المتميز من قبل ممثل أنثى في دور مساعد |  |
| 2008 | Indiana Jones and the Kingdom of the Crystal Skull | ايرينا سبالكو          | |  |
| 2008 | The Curious Case of Benjamin Button                | ديزي فولر              | ترشحت - جائزة ستالايت لأفضل ممثلة مساعدة في فيلم ترشحت - جائزة نقابة ممثلي الشاشة عن الأداء المتميز من قبل ممثلة في السينما |  |
| 2009 | Ponyo                                              | Granmamare             | الصوت في النسخة الناطقة الإنكليزية |  |
| 2010 | Robin Hood                                         | يدة ميران              | |  |
| 2011 | Hanna                                              | ماريسا ويغلير          | |  |
| 2012 | The Hobbit: An Unexpected Journey                  | غلادريل                | |  |
| 2013 | Blue Jasmine                                       | جانيت 'ياسمين' فرانسيس | جائزة الأوسكار لأفضل ممثلة جائزة الغولدن غلوب لأفضل ممثل في فيلم - دراما ترشحت - جائزة الروح المستقلة لأفضل ممثل رئيسية ترشحت - جائزة ستالايت لأفضل ممثلة في فيلم ترشحت - جائزة نقابة ممثلي الشاشة عن الأداء المتميز من قبل ممثل أنثى في دور رئيسي                                                               |  |
| 2013 | The Hobbit: The Desolation of Smaug                | غلادريل                | ظهور بسيط |  |
| 2014 | The Monuments Men                                  | روز فالند              | |  |
| 2014 | How to Train Your Dragon 2                         | فالكا                  | |  |
| 2014 | There and Back Again                               | غلادريل                | |  |
| 2015 | سندريلا                                            | السيدة تريمين          | |  |
| 2015 | كارول                                              | كارول أيرد             | |  |
| 2017 | Untitled Terrence Malick project                   | يعلن لاحقاً             | |  |
| 2015 | Knight of Cups                                     | يعلن لاحقاً             | |  |
|      | 2018                                               | أوشنس 8                | لو |  |
| 2018 | The House with a Clock in Its Walls                | Florence Zimmerman     | |  |
| 2018 | Mowgli                                             | kaa                    | |  |
| 2018 | THOR RAGNAROK                                      | Hela                   | |  |
| 2019 | How to Train Your Dragon: The Hidden World         | Valka                  | |  |
| 2019 | Documentary Now                                    | Izabella Barta         | مسلسل تلفزيوني |  |
| 2019 | Where'd You Go, Bernadette                         | Bernadette Fox         | لم يعرض بعد |  |

## وصلات خارجية
- كيت بلانشيت على موقع IMDb (الإنجليزية)
- كيت بلانشيت على موقع ميتاكريتيك (الإنجليزية)
- كيت بلانشيت على موقع الموسوعة البريطانية (الإنجليزية)
- كيت بلانشيت على موقع روتن توميتوز (الإنجليزية)
- كيت بلانشيت على موقع مونزينجر (الألمانية)
- كيت بلانشيت على موقع قاعدة بيانات الأفلام العربية
- كيت بلانشيت على موقع ألو سيني (الفرنسية)
- كيت بلانشيت على موقع ميوزك برينز (الإنجليزية)
- كيت بلانشيت على موقع تيرنر كلاسيك موفيز (الإنجليزية)
- كيت بلانشيت على موقع تيرنر كلاسيك موفيز (الإنجليزية)
- كيت بلانشيت في دليل التلفاز

لا توجد روابط لمواقع التواصل الاجتماعي.